# Shiatsu

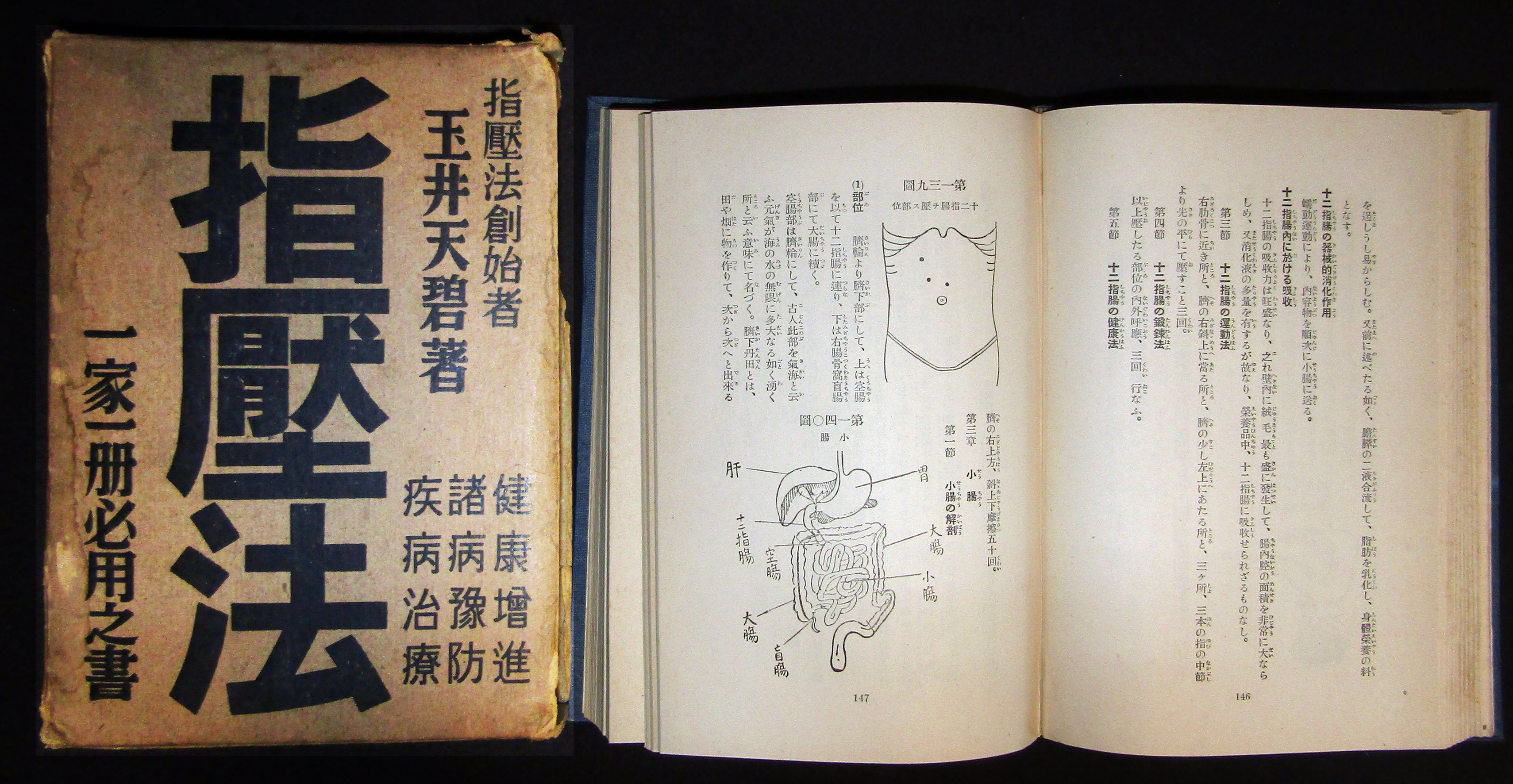
Tenpeki Tamai: Shiatsu-hō. 1939

Shiatsu (shi = vinger, atsu = druk) is een manier van lichaamstherapie of lichaamsbehandeling die onder andere is ontwikkeld in Japan door Tokujiro Namikoshi, en later door zijn zoon Toru Namikoshi. Beiden ontwikkelden hun kennis door "trial-and-error".
Shiatsu is gebaseerd op westerse kennis over anatomie en fysiologie, maar niet op de westerse vormen van therapie. Shiatsu wordt gebruikt bij rugpijn, stressgerelateerde problemen,migraine en whiplash. De Europese Shiatsu federatie (ESF) gaf in het begin van deze eeuw de opdracht aan de 'School of Healthcare, University of Leeds' om Shiatsu wetenschappelijk te onderzoeken naar: ten eerste: Is shiatsu veilig? Ten tweede: Werkt Shiatsu effectief? Ten derde: Is dit voordeliger voor de ziekteverzekering?. In het 'Final Report ' van December 2007 onderschreven door Prof. Andrew F Long werden deze drie vragen met 'Ja' beantwoord.  Het rapport bevat 263 pagina's en kan ingezien worden in België bij de Belgische Shiatsu Federatie afgekort BSF. Shiatsu is momenteel nog niet geregulariseerd in België.
Bij Shiatsu worden de duimen, handpalmen, en vingers gebruikt om druk uit te oefenen op bepaalde plaatsen op het lichaam. Hierbij wordt door de behandelaar niet met spierkracht gewerkt maar wordt het eigen lichaamsgewicht gebruikt om druk uit te oefenen.
De manier van manipuleren van Tokujiro Namikoshi of die van Toru Namikoshi kreeg een breder draagvlak laat in de jaren 50. In Japan is de opleiding tot klassieke Shiatsu-therapeut gereguleerd door de overheid.

## De ontwikkeling van Shiatsu
Namikoshi's zoon Toru studeerde chiropraxie in de VS. Hij verwierf kennis over de ruggengraat en de viscera (de interne organen in de buik- en borstholte) en breidde zo de kennis van de klassieke Shiatsu van zijn vader uit.
Namikoshi was niet op de hoogte van de Chinese geneeskunst. Latere beoefenaars van Shiatsu, zoals Shizuto Masunaga (een student van Namikoshi), begonnen overeenkomsten te ontdekken met de Chinese geneeskunst daar waar het betreft de locaties waar op het lichaam druk wordt uitgeoefend. Deze komen overeen met de punten die in de Chinese geneeskunst als punten op meridianen bekendstaan (acupunctuurpunten). Echter, in tegenstelling tot de uit de Chinese geneeskunst bekende methoden acupunctuur en acupressuur waarbij specifieke, gedefinieerde punten op de meridianen gestimuleerd worden voor het behandelen van een aandoening, wordt bij Shiatsu op álle punten, die met een meridiaan overeenkomen, druk uitgeoefend. De Shiatsuvorm ontwikkeld door Masunaga is bekender in Europa dan in Japan.
Er zijn twee stromingen in de Shiatsu. Eén stroming - ook wel Zen shiatsu - is meer gebaseerd op traditionele Chinese geneeskunde "(TCM)". De andere stroming - Namikoshi stijl - is meer gericht op incorporatie van Westerse anatomische en pathologische theorie. Shiatsu wordt gereguleerd door verenigingen van Shiatsu therapeuten. Shiatsu ontwikkelt zich nog steeds, m.n. in Europa en Amerika.

## Belangrijke data
- 1912 Namikoshi gebruikt zijn techniek bij zijn zieke moeder.
- 1919 Namikoshi noemt zijn therapie Shiatsu.
- 1925 Namikoshi opent zijn eerste kliniek voor Shiatsu-therapie. Zijn latere student Shizuto Masunaga is in dat jaar geboren.
- 1940 Namikoshi opent het eerste Shiatsu-college.
- 1953 Namikoshi en zijn zoon introduceren Shiatsu-therapy in VS bij chiropracticus Dr. B.J. Palmer.
- 1955 Shiatsu-therapie werd erkend door de Japanse overheid, maar alleen in combinatie met anma (chinese massage) en moxibustion.
- 1957 Shiatsu-therapie krijgt erkenning in Japan als een specifieke therapie.
- 1958 Shizuto Masunaga voltooit zijn studie aan het 'Japan Shiatsu College' en begint er te onderwijzen in psychologie.
- 1964 Shiatsu wordt officieel aangenomen door het Ministerie van Gezondheid in Japan.
- 1977 De door Tokojiro Namikoshi opgeleide Denis Binks opent eerste Nederlandse School.
- 1983 De Nippon Nederlandse Shiatsu School wordt een Stichting zonder winstoogmerk.
- 1993 Toru Namikoshi opent officieel de European Shiatsu Association en de European Shiatsu Academy met als doel toekomstige samenwerking binnen Europa te realiseren.
- 1994 Toru Namikoshi overlijdt op 20 mei.
- 1997 Denis Binks overlijdt totaal onverwacht. Onder leiding van collega’s wordt de school in een iets andere vorm nieuw leven ingeblazen.

## Karakteristieken van klassieke vorm van Shiatsu
De klassieke vorm van Shiatsu heeft de volgende karakteristieken:
- Massage wordt gedaan met de blote handen (geen apparaten, ellebogen, knieën, of voeten)
- Er wordt alleen druk uitgeoefend aan het oppervlak van het lichaam (sommige nieuwere stijlen gebruiken ook wrijvingen en het uitrekken van de armen en benen)
- Men blijft geheel gekleed (in nieuwere stijlen alleen als dat gewenst is).

## Behandeling
De werkzaamheid van Shiatsu-therapie is niet wetenschappelijk bewezen.
De therapie wordt gebruikt bij de volgende aandoeningen:
- rugpijn
- migraine of andere soorten hoofdpijn
- whiplash en stijfheid in de nek
- gereduceerde mobiliteit
- menstruatiepijnen
- spijsverteringproblemen
- verschijnselen van astma
- sportblessures
- "frozen shoulder"
- ischias
- hypertensie
- Fysieke aandoeningen, emotionele onevenwichtigheid en mentale rusteloosheid (in combinatie met counseling)

## Stijlen
Er zijn verschillende stijlen binnen Shiatsu. Zo zijn er veel leraren die hun eigen specialisatie ontwikkelden en die na verloop van tijd uitgroeiden tot een specifieke stijl binnen Shiatsu. De stijl van Namikoshi is een zeer specifieke stijl vooral gericht op fysieke symptomen en het corrigeren van fysieke onbalans.
Een meer algemene en bekende stijl is wat men noemt de klassieke Shiatsu. Hierbij wordt vooral gewerkt met de klassieke meridianen die men ook bij acupunctuur gebruikt.
Een andere belangrijke strekking binnen Shiatsu is de Zen-Shiatsu stijl van Masunaga-sensei. Massunaga combineerde technieken uit de traditionele Japanse massage met de Traditionele Chinese Geneeswijze en westerse kennis over psychologie. Uit zijn eigen ervaringen en studies breidde hij de klassieke meridianen verder uit. Hij legde ook veel nadruk op de ontwikkeling van de beoefenaar zelf om meer in zijn kern te komen en anderen aan te raken vanuit het eigen centrum.
De kern van de mens is zijn diepste ervaringsniveau en is existentieel van aard. Dit is het ervaringsniveau van het hart. Het centrum van de mens wordt in Japan Hara genoemd. Het is het gevoelscentrum van de mens dat in staat is zowel impulsen van buitenaf als ook signalen van het hart waar te nemen. Hiermee worden niet de bedachte emoties bedoeld die zich als reacties op impulsen voordoen. Hara is tevens het centrum voor gewaarzijn van lichaamssensaties. Aanwezig zijn in Hara betekent bewust zijn van lichaamssensaties en aanwezig zijn in het Nu. Vanuit Hara werken betekent het hele lichaam als eenheid ervaren en gebruiken.
In sommige stijlen werkt men ook meer met de wondermeridianen (dit zijn extra meridianen). Onder andere Kawada sensei ontwikkelde dit systeem.

## Zen-shiatsu
Zen-Shiatsu is een oosterse therapie die onder andere werkt met het systeem van energiebanen, de meridianen. De kracht van Zen en daardoor de massage komt uit de geest die in zichzelf rust. De rust ontstaat uit stilte en in de stilte ervaart men de ruimte. Zichzelf in de rust ervaren geeft de mogelijkheid om op weg te gaan en de eigen gewoonte patronen te erkennen en vervolgens los te laten. Het is een begeleiding om mensen bij het gevoelscentrum te brengen, om vanuit de eigen wil te kunnen leven.
Dit proces ontvouwt zich vanuit het vermogen om te kunnen waarnemen. Waarnemen is luisteren, luisteren vanuit het gevoel, het Hara in Japans. Het Hara kan beschouwd worden als een energetische klankschaal die in de buik net onder de navel zit. Wordt men door een impuls geraakt komt deze klankschaal door trillingen in beweging. Het waarnemen ervan is oefenen en om steeds zuiverder te kunnen waarnemen is er een begeleider nodig die ervoor zorgt dat de aandacht naar de buik kan dalen en minder in het hoofd zit. Dit proces brengt de balans van lichaam, geest en ziel in harmonie en spreekt het zelfgenezende vermogen van de mens aan. Het is een uitnodiging om dieper te dalen in het lichaam en de stilte en rust van het centrum te ervaren en de vreugde van het kern.